# Peter Böhler (Bischof)

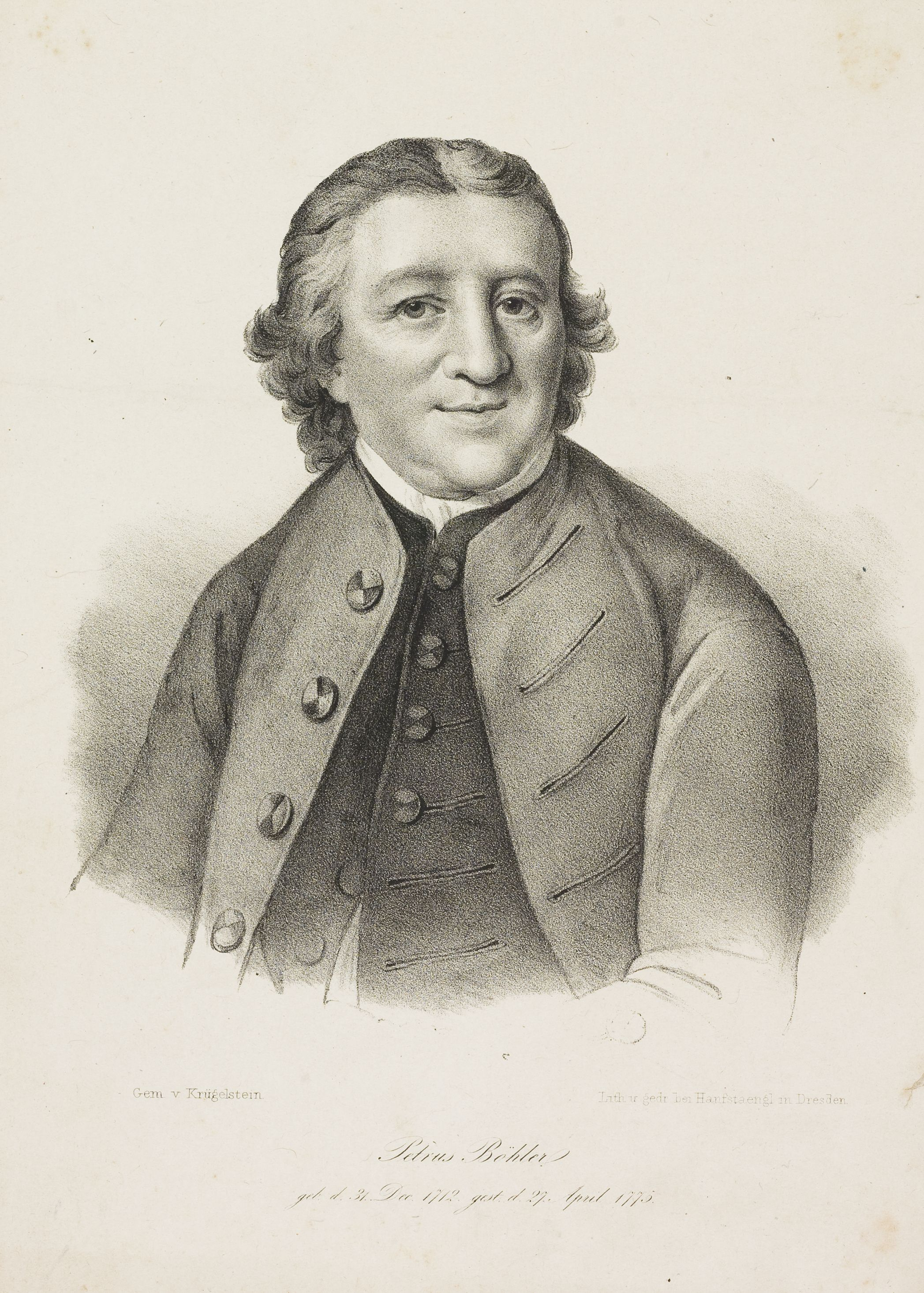
Peter Böhler

Peter Böhler, englisch auch Peter Boehler (* 31. Dezember 1712 in Frankfurt am Main; † 27. April 1775 in London, England) war ein deutscher evangelischer Theologe und Missionar in England und Nordamerika und Bischof der Herrnhuter Brüdergemeine.

## Leben
Böhler war ein Sohn des Bürgers und Bierbrauers Johann Conrad Böhler und seiner Frau Antonetta Elisabetha, geborene Hauff. Er besuchte ab vier Jahren die Schule in Frankfurt, mit acht Jahren lernte er bereits Latein und studierte ab dem 30. April 1731 Medizin, kurz darauf evangelische Theologie in Jena. Durch August Gottlieb Spangenberg schloss er sich der Herrnhuter Brüdergemeine an, besuchte 1735 Herrnhut und wurde 1737 von Nikolaus von Zinzendorf zum Pfarrer ordiniert. 1738 ging er nach London, wo er mit Charles Wesley und John Wesley im Mai 1738 in der Fetter Lane Church, der Kirche der Brüdergemeine, zusammentraf. Er konnte ihnen aufzeigen, dass sie nicht aus eigener Anstrengung, sondern im Glauben an Jesus Christus Sündenvergebung, Erlösung und ein neues Leben erhalten würden. In den folgenden Tagen machten beide ein solches Bekehrungserlebnis und diese Glaubenserfahrung der Heilsgewissheit, John beim Hören von Martin Luthers Vorrede zum Römerbrief.
Später reiste Böhler von Portsmouth aus weiter in die englischen Dreizehn Kolonien Nordamerikas, wo er am 15. Oktober 1738 in Savannah, Georgia, ankam und als evangelischer Missionar der Brüdergemeine in Purrysburg, South Carolina, unter afrikanischen Sklaven, Indianern und Kolonialisten zu wirken begann. 1739 kehrte er nach Savannah zurück, ein Jahr später wurden die Personen der Herrnhuter Brüdergemeine aus Georgia ausgewiesen. So siedelten sie sich in Pennsylvania und North Carolina an, wo Böhler 1742 Mitbegründer der Siedlungen in Nazareth und Bethlehem wurde. Er wurde 1747 zum Bischof der Moravian Church in England bestimmt, wie die Brüdergemeine dort hieß. Knapp ein Jahr später, am 10. Januar 1748, wurde er im hessischen Herrnhaag zum Bischof für England und Amerika geweiht. 1753 kehrte er wieder nach Amerika zurück und wurde Leiter der dortigen Herrnhuter Siedlungen. 1764 kehrte er nochmals nach England zurück, um Verantwortung für die Brüdergemeine im Ältestenrat zu übernehmen.

## Ehrungen und Gedenken
- In Frankfurt-Ginnheim  ist die Peter-Böhler-Straße nach ihm benannt. Sie liegt im Ortsbezirk 9 (Mitte-Nord) und im Stadtbezirk 441.[6]